# آسپی ها برای آزادی
آسپی ها برای آزادی (به انگلیسی: Aspies For Freedom (AFF)) یک گروه همبستگی و مبارزاتی است که هدف آن افزایش آگاهی عمومی از جنبش حقوق اوتیسم است. هدف آسپی ها برای آزادی این است که به مردم آموزش دهد که طیف اوتیسم همیشه یک معلولیت نیست و مزایا و معایبی هم دارد. برای این منظور، این گروه سالانه روز افتخار به اوتیستیک را برگزار می کند و از جامعه اوتیسم حمایت می کند و به تلاش ها برای درمان اوتیسم اعتراض می کند.

## تاریخچه
آسپی ها برای آزادی که در سال 2004 توسط امی و گوئن نلسون تأسیس شد، از نشریاتی مانند مجله نیو ساینتیست پوشش خبری دریافت کرده است. تا اوت 2007، گاردین تعداد اعضای این گروه را 20000 نفر تخمین زد. راب کراسان، که برای بی‌بی‌سی می‌نویسد، معتقد است که افراد اوتیستیک با عملکرد بالاتر اغلب دارای استعدادهای فوق‌العاده‌ای در زمینه‌های ریاضی، حافظه، موسیقی یا هنر هستند.

## فعالیت های جاری
آسپی ها برای آزادی برای افراد اوتیستیک و مراقبان آنها اتاق های گفتگو فراهم می کند و از آنها مانند اعضای خانواده پشتیبانی می کند. همچنین به سازماندهی جلسات در جامعه اوتیسم کمک می کند.

## فعالیت ها
آسپی ها برای آزادی در سال 2004 از سازمان ملل درخواست کرد تا اعضای جامعه اوتیسم را به عنوان یک گروه اقلیت به رسمیت بشناسند. بیانیه ای از این گروه با عنوان "اعلامیه جامعه اوتیسم" منتشر شد. این مقاله دلایل درخواست چنین به رسمیت شناختن رسمی از سوی سازمان ملل و تلاش برای دستیابی به آن را شرح می دهد. آسپی ها برای آزادی همچنین علیه آزمایش‌های ژنتیکی قبل از تولد برای اختلالات طیف اوتیسم صحبت کرده‌اند و اوتیسم را به عنوان یک تفاوت در مقابل یک بیماری به تصویر می‌کشند.